# Lijst van nummer 1-hits in Canada in 2018
Deze hits stonden in 2018 op nummer 1 in de Canadian Hot 100, de bekendste hitlijst in Canada.
| Datum        | Artiest                            | Titel            |
| ------------ | ---------------------------------- | ---------------- |
| 6 januari    | Ed Sheeran                         | Perfect          |
| 13 januari   | Ed Sheeran                         | Perfect          |
| 20 januari   | Ed Sheeran                         | Perfect          |
| 27 januari   | Camila Cabello & Young Thug        | Havana           |
| 3 februari   | Drake                              | God's plan       |
| 10 februari  | Drake                              | God's plan       |
| 17 februari  | Drake                              | God's plan       |
| 24 februari  | Drake                              | God's plan       |
| 3 maart      | Drake                              | God's plan       |
| 10 maart     | Drake                              | God's plan       |
| 17 maart     | Drake                              | God's plan       |
| 24 maart     | Drake                              | God's plan       |
| 31 maart     | Drake                              | God's plan       |
| 7 april      | Drake                              | God's plan       |
| 14 april     | The Weeknd                         | Call out my name |
| 21 april     | Drake                              | Nice for what    |
| 28 april     | Drake                              | Nice for what    |
| 5 mei        | Drake                              | Nice for what    |
| 12 mei       | Post Malone & Ty Dolla $ign        | Psycho           |
| 19 mei       | Childish Gambino                   | This is America  |
| 26 mei       | Childish Gambino                   | This is America  |
| 2 juni       | Childish Gambino                   | This is America  |
| 9 juni       | Drake                              | Nice for what    |
| 16 juni      | Maroon 5 & Cardi B                 | Girls like you   |
| 23 juni      | Maroon 5 & Cardi B                 | Girls like you   |
| 30 juni      | Maroon 5 & Cardi B                 | Girls like you   |
| 7 juli       | Maroon 5 & Cardi B                 | Girls like you   |
| 14 juli      | Drake                              | Nonstop          |
| 21 juli      | Drake                              | In my feelings   |
| 28 juli      | Drake                              | In my feelings   |
| 4 augustus   | Drake                              | In my feelings   |
| 11 augustus  | Drake                              | In my feelings   |
| 18 augustus  | Drake                              | In my feelings   |
| 25 augustus  | Drake                              | In my feelings   |
| 1 september  | Drake                              | In my feelings   |
| 8 september  | Maroon 5 & Cardi B                 | Girls like you   |
| 15 september | Maroon 5 & Cardi B                 | Girls like you   |
| 22 september | Kanye West & Lil Pump              | I love it        |
| 29 september | Eminem                             | Killshot         |
| 6 oktober    | Eminem                             | Killshot         |
| 13 oktober   | Maroon 5 & Cardi B                 | Girls like you   |
| 20 oktober   | Maroon 5 & Cardi B                 | Girls like you   |
| 27 oktober   | Kodak Black, Travis Scott & Offset | ZEZE             |
| 3 november   | Maroon 5 & Cardi B                 | Girls like you   |
| 10 november  | Maroon 5 & Cardi B                 | Girls like you   |
| 17 november  | Ariana Grande                      | Thank U, next    |
| 24 november  | Ariana Grande                      | Thank U, next    |
| 1 december   | Ariana Grande                      | Thank U, next    |
| 8 december   | Ariana Grande                      | Thank U, next    |
| 15 december  | Ariana Grande                      | Thank U, next    |
| 22 december  | Ariana Grande                      | Thank U, next    |
| 29 december  | Ariana Grande                      | Thank U, next    |